# 中央化学

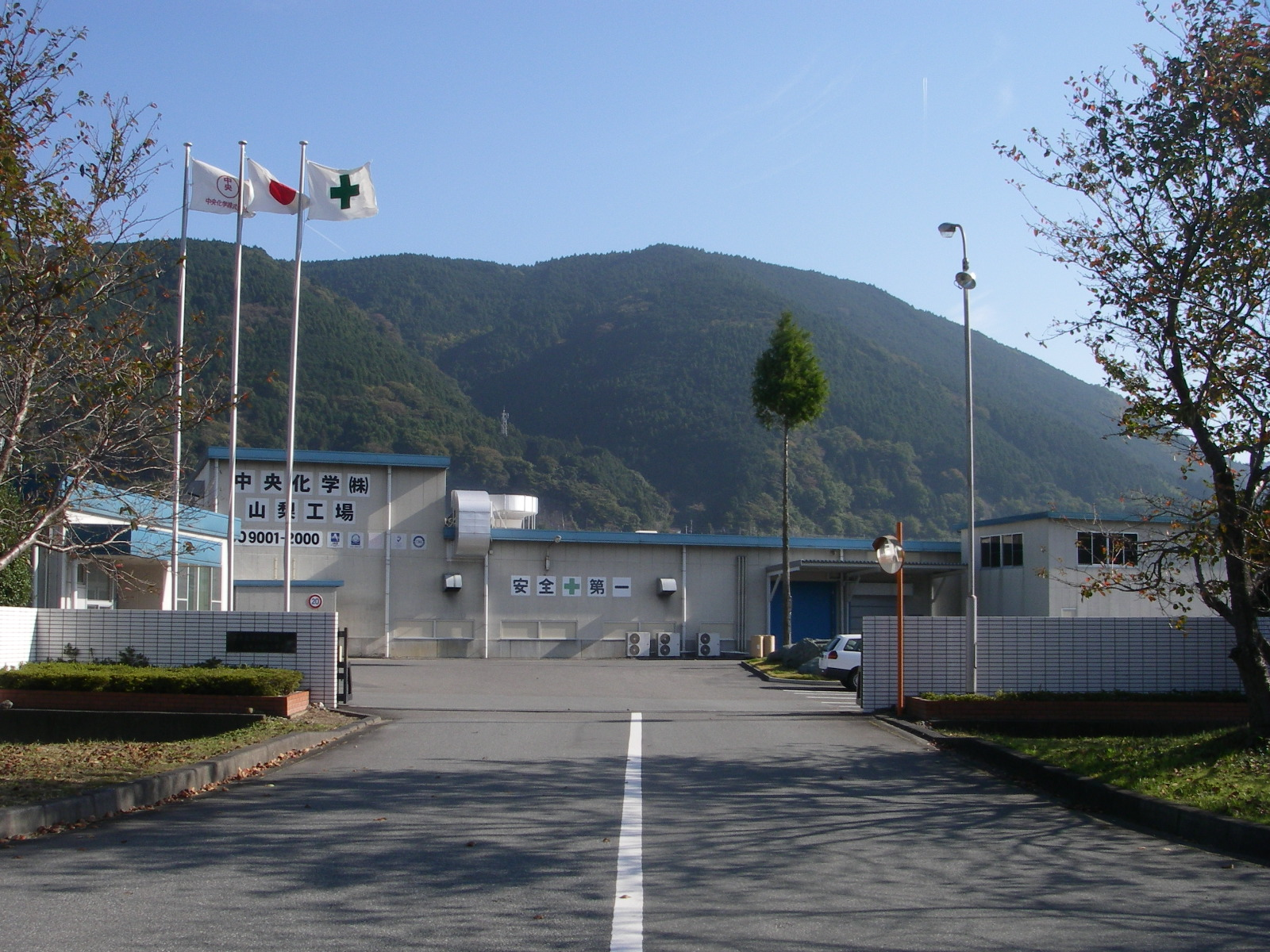
中央化学（株） 山梨工場

中央化学株式会社（ちゅうおうかがく、英文名称：Chuo Kagaku Co., Ltd.）は、プラスチック製食品包装容器メーカー。1961年1月創立。プラスチック製食品包装容器の製造及び販売を行っている。

## 沿革
- 1957年（昭和32年）4月 - 創業者の渡辺浩二が東京都板橋区蓮沼町でプラスチック製ジュース壜の製造開始。
- 1961年（昭和36年）1月 - 埼玉県鴻巣市大字鴻巣2083-1に中央化学株式会社を設立。
- 1962年（昭和37年）11月 - 埼玉県鴻巣市大字鴻巣1996に本社を移転。
- 1982年（昭和57年）1月 - 北本市の中央化学株式会社と合併。現在地に本社を移転。
- 1991年（平成3年）1月 - 北海道中央化学株式会社、東北中央化学株式会社、九州中央化学株式会社、北陸中央化学株式会社を吸収合併。
- 1994年（平成6年）6月 - 株式を店頭公開（後のジャスダック）。
- 2011年（平成23年）10月 - 株式公開買付けにより三菱商事の連結子会社となる。
- 2012年（平成24年）7月 - 中国上海市に中国各現地法人の統括及び管理支援等を目的とする環菱中央化学管理有限公司を設立。
- 2013年（平成25年）3月 - 水野新社長が就任、宇川社長は顧問に。
- 2015年（平成27年）2月 - 消費期限の延長を可能とする機能性容器である「ガスバリア容器」の製造・販売を開始。
- 2016年（平成28年）6月 - リサイクルPETシートを使用した「CHUO A-PET GREEN」の製造・販売を開始。
- 2018年（平成30年）4月 - 近藤新社長が就任。
- 2022年（令和4年）12月 - 株式公開買付けにより、センコーグループホールディングスが三菱商事が保有する全株式を取得し、親会社となる[1]。
- 2023年（令和5年）
  - 2月 - センコーグループホールディングスが株式公開買付け（第二回）により96.78%の株式を取得[2]。
  - 3月 - 東京証券取引所スタンダード市場上場廃止。株式売渡請求によりセンコーグループホールディングスの完全子会社となる[3]。

## タルファー
タルク入りの低カロリー型で省資源・省エネルギータイプでもある「タルファー」でプラスチック使用量削減に貢献している。
タルファーとは天然資源素材「タルク（無機鉱物）」に、ポリオレフィン樹脂を50％未満含有した環境負荷低減の複合素材で、石油化学由来プラスチックの使用を抑えることができる、
中央化学にて克服した新素材である。生活者が商品を購入し、最後には捨ててしまう容器。容器を“タルファー”にするだけで、環境負荷を低減出来る＝OFFすることができる。

## 事業所
- 本社・鴻巣工場 - 埼玉県鴻巣市
- 北海道工場 - 北海道美唄市
- 東北工場 - 福島県田村市
- 鹿島工場 - 茨城県神栖市
- 関東工場 - 埼玉県加須市
- 騎西工場 - 埼玉県加須市
- 山梨工場 - 山梨県南巨摩郡南部町
- 岡山工場 - 岡山県美作市
- 九州工場 - 大分県豊後大野市